# Суховерховский сельский совет (Бурынский район)
Суховерховский сельский совет (укр. Суховерхівська сільська рада) — входит в состав
Бурынского района
Сумской области
Украины.
Административный центр сельского совета находится в 
с. Суховерховка
.

## Населённые пункты совета
- с. Суховерховка
- с. Атаманское
- с. Дмитровка
- с. Нижняя Сагаревка